# Minimi (ordin călugăresc)
| Ordinul Minimilor | Ordinul Minimilor                                                 |
| ----------------- | ----------------------------------------------------------------- |
|                   |                                                                   |
| Nume oficial      | Ordo Minimorum                                                    |
| Nume popular      | Minimi Paolani; primul nume: Eremiții Sfântului Francisc de Assís |
| Fondator          | Sfântul Francisc din Paola, Cosenza, Italia                       |
| Data înființării  | 1435                                                              |
| Patron            | Sfântul Francisc din Paola                                        |
| Sigla             | OM                                                                |
| Deviza            | Charitas                                                          |
| Total membri      | ?                                                                 |
| Sit oficial       | Site oficial al Minimilor                                         |
| Ordine religioase |                                                                   |

Ordinul Minimilor [OM] (în latină Ordo Minimorum, în traducere: „Ordinul celor mai mici”) este un institut religios de eremiți cerșetori și penitenți fondat în 1435 de Sfântul Francisc din Paola (1416-1507) și aprobat în 1474 de către autoritățile ecleziastice.
Luând exemplul fondatorului, preoții și frații minimi caută să trăiască o viață de penitență perpetuă într-o mare sobrietate evanghelică. Ei își fac apostolatul prin predicare și reconciliere.

## Personalități ale ordinului

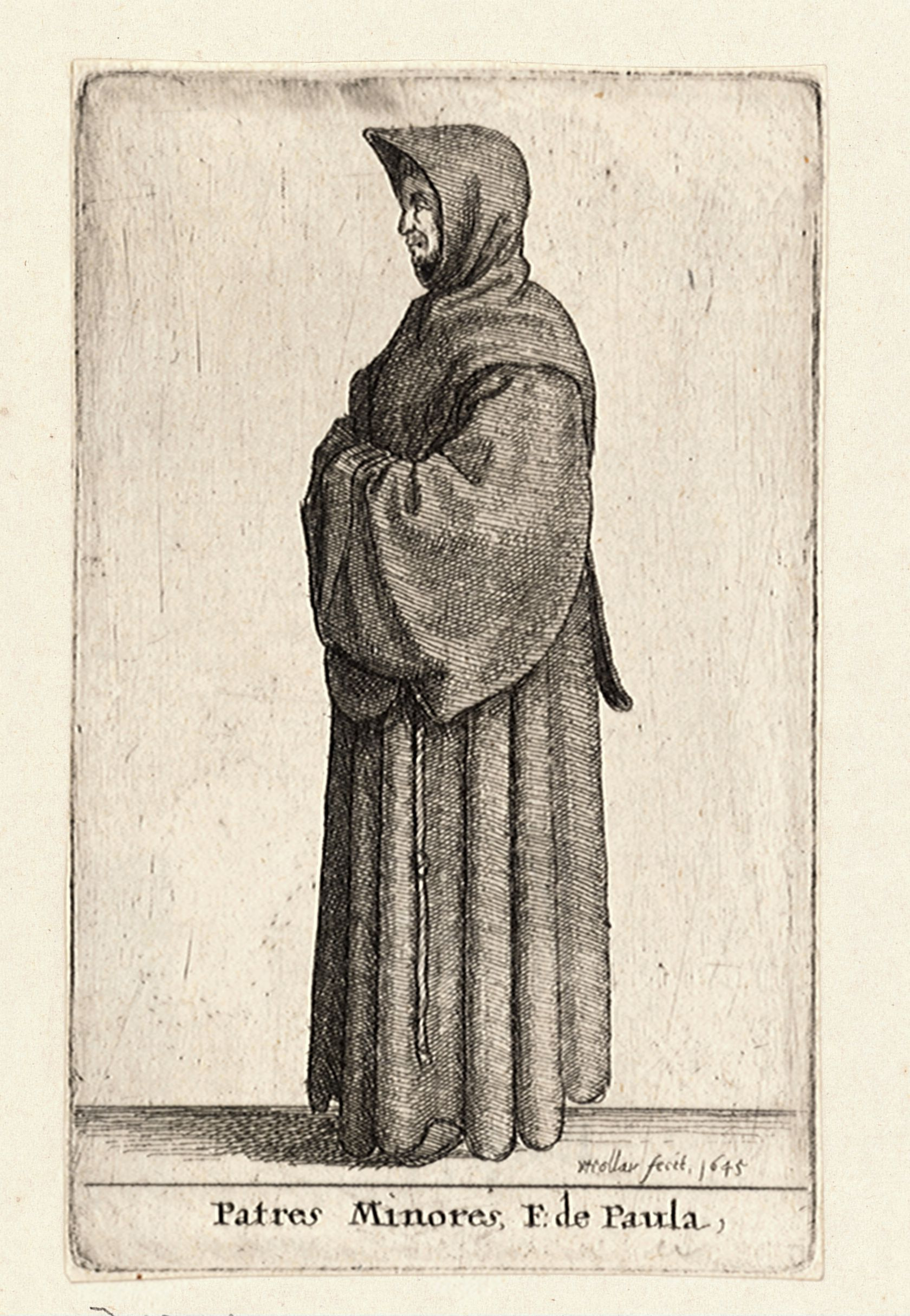
Un frate Minim în haine religioase tradiţionale

- Sfântul Francisc din Paola (1436 † 1507), fondator al ordinului.
- Fericitul Gaspard de Bono (1530 † 1604)
- Marin Mersenne (1588 † 1648), matematician.
- Hilarion de Coste (1595 † 1661)
- Emmanuel Maignan (1601 † 1676), teolog și fizician.
- Fericitul Nicolas Barré (1621 † 1686)
- Charles Plumier (1646 † 1704)
- Louis Éconches Feuillée (1660 † 1732)

## Prezențe actuale

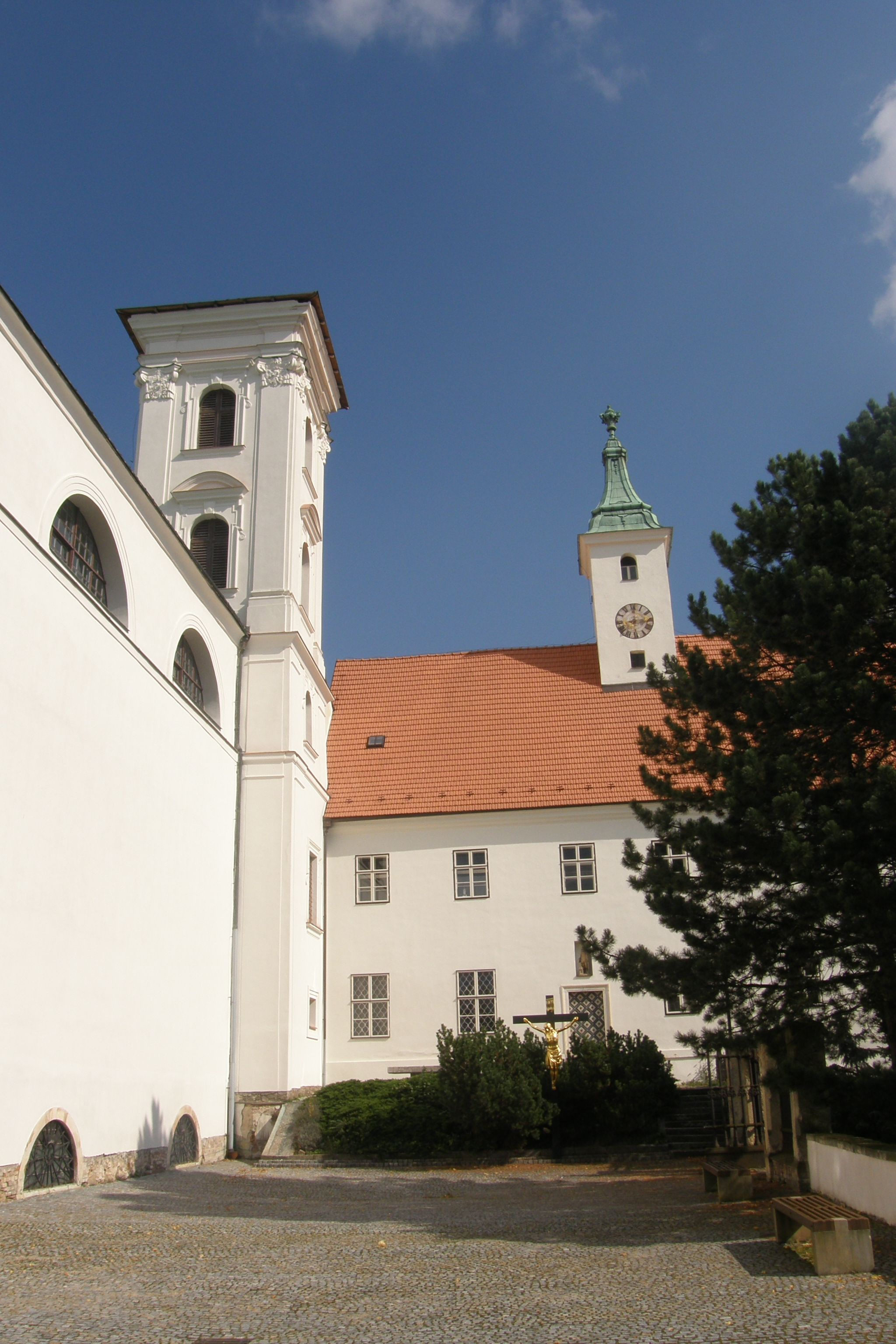
Mănăstirea Minimilor de la Vranov în Moravia.

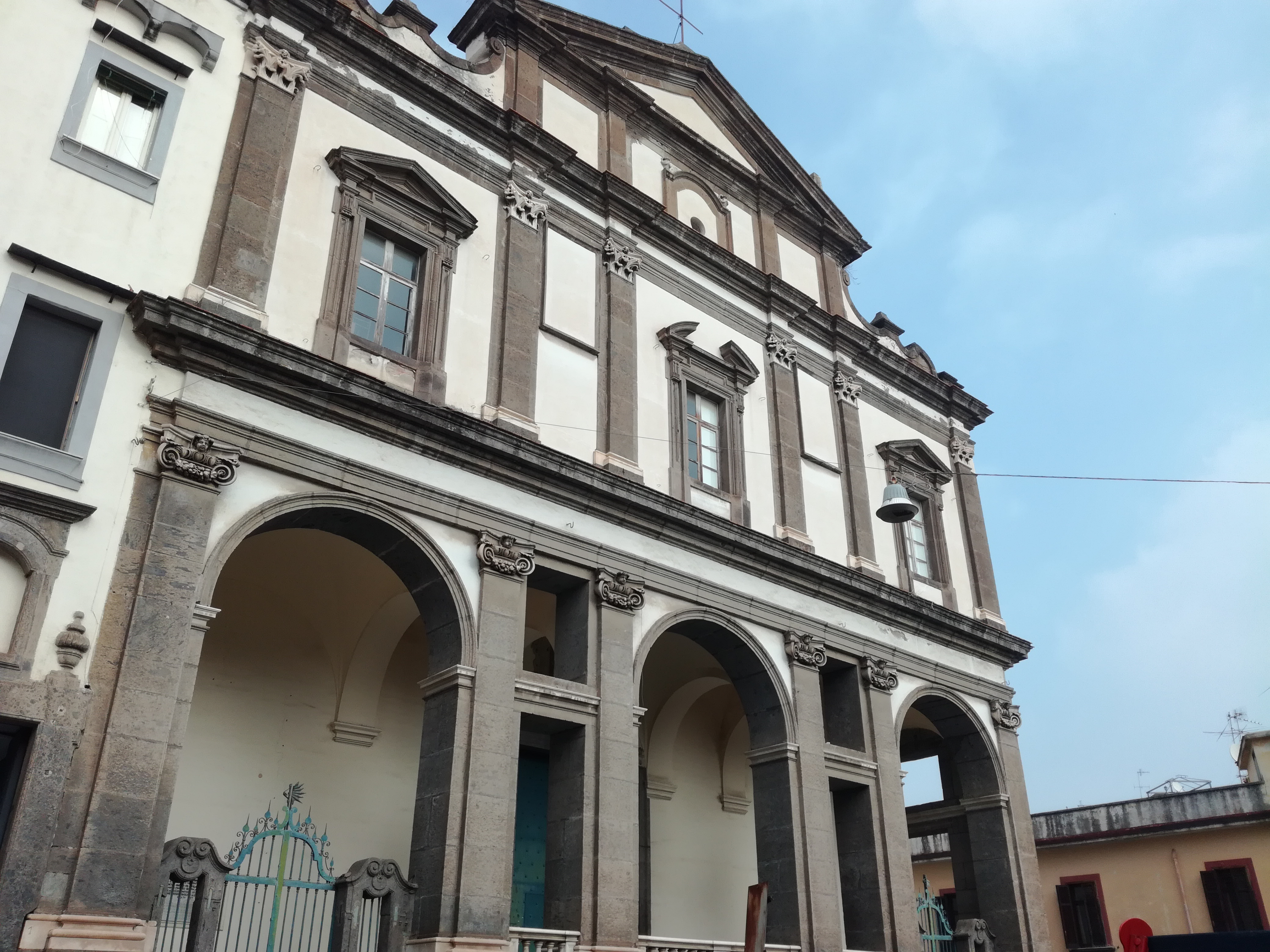
Faţada Bisericii Santa Maria della Stella din Napoli.

Ordinul este prezent astăzi în zece țări:
- Italia: astăzi Minimii sunt prezenți, înainte de toate, în Italia, mai întâi la Roma, unde au curia generală (Biserica San Francesco di Paolo), o mănăstire  și colegiul lor internațional. Sunt prezenți și în Campania unde administrează Biserica Santa Maria della Stella din Napoli, parohia Santa Maria dei Martiri din Salerno și Bazilica Santa Maria di Pozzano la Castellamare di Stabia și unde ei posedă mănăstirea Massalubrense (cartier mărginaș al orașului Napoli) și mănăstirea San Vito din Vico Equense. În Puglia, Minimii administrează trei parohii, una la Bari, una la Taranto și una la Grottaglie. Ei gerează nouă parohii în Calabria, între care Basilica Sfântul Francisc din Paola (Paola), locul de viață al sfântului și sanctuarul cuprind o mănăstire și un colegiu. Ordinul administrează două parohii în Sicilia (una la Palermo și una la Milazzo). Ei posedă o mănăstire la Cagliari în Sardinia. În sfârșit, ei se ocupă de o parohie la Rimini și de două biserici de la Genova.
- Spania: Frații minimi sunt astăzi prezenți aici prin trei comunități: una la Madrid (unde se ocupă de parohia Sfântul Francisc de Paola), o mănăstire la Barcelona și o comunitate la Sevilia.
- Republica Cehă: Frații minimi și-au reluat activitatea la sfârșitul anilor 1990: o mănăstire la Vranov.
- Statele Unite ale Americii: o mică comunitate este prezentă într-o parohie din Los Angeles.
- Mexic: o mică comunitate este prezentă la Mexico.
- Brazilia: două case sunt deschise, una la Rio de Janeiro și alta la Sao Paulo și o antenă la Guarapuava.
- Columbia: ordinul posedă două mănăstiri, una la Bogota și alta la Medellin.
- Camerun: ordinul a deschis un noviciat pentru africanii francofoni
- Republica Democrată Congo: ordinul a deschis o casă de formare la Mokala (dioceza Idiofa).
- India: ordinul a deschis un seminar în Kerala.